# Dépression (Prison Break)
Pour les articles homonymes, voir Dépression.
Dépression est le 17e épisode du feuilleton télévisé Prison Break.

## Résumé
Après que le docteur Sara Tancredi a parlé à Henry Pope du fragment brulé d'uniforme de gardien trouvé dans les brûlures de Michael Scofield, le chef du pénitencier interroge le détenu à ce sujet. Refusant de répondre, Michael est envoyé en isolement, là même où son frère Lincoln Burrows est retenu. Le condamné à mort est très inquiet pour la santé de son benjamin. Celui-ci est perturbé car il ne parvient pas à se remémorer les schémas de la prison. Voyant son plan d'évasion s'écrouler, il commence à frapper le mur, les poings en sang, tout en répétant continuellement les mots « J'y ai mis mon sang. ».
Au cœur de Fox River, le travail pénitentiaire dans la salle de pause prend fin. Étant le seul à avoir accès au trou creusé derrière les toilettes de sa cellule, Fernando Sucre est poussé par les autres fuyards à camoufler le trou béant dans la salle de pause des gardiens. Il demande à Theodore « T-Bag » Bagwell de l'aider à se procurer de la lingerie fine. Le seul moyen étant de coucher avec un travesti de Fox River, T-Bag refuse d'abord, avant de céder.
Veronica Donovan et Nick Savrinn, les deux avocats, utilisent une corde pour faire descendre L.J. Burrows dans le puits où git le corps de Quinn, afin de récupérer le téléphone portable du cadavre. L. J. voit alors le nom de Kellerman gravé sur le mur intérieur du puits et comprend alors le rôle joué par l'agent des services secrets. Il décide de se taire sans en alerter Nick et Veronica. Plus tard, ils laissent le fils du condamné à mort dans l'appartement. L. J. effectue une recherche sur internet pour trouver la maison de Kellerman. Il s'y rend et entre par effraction. Au moment où le jeune homme casse un carreau par derrière, une voisine aperçoit la scène. Par précaution, elle appelle la police, piégeant ainsi l'infortuné. Quand Kellerman retourne chez lui, L. J. lui tombe dessus avec une arme. Pointant son pistolet sur le bourreau de sa mère, il tire et blesse légèrement seulement celui-ci. La police arrive alors et arrête le malheureux. 
Pendant ce temps, Sucre réussit à boucher le trou mais se fait attraper en retournant à sa cellule. Bellick l'interroge mais le prisonnier nie avoir voulu s'évader. Après que Bellick a trouvé sur lui la culotte de femme, Sucre explique qu'il était juste venu récupérer les sous-vêtements portées par sa copine, pour bluffer le chef des gardiens : « Elle voulait me montrer qu'elle pense à moi. ». Pour punition, le Portoricain est envoyé en isolement.
Là-bas, il retrouve Lincoln qui s'inquiète pour son frère qui a arrêté de lui répondre. Lincoln alerte le gardien et celui-ci fait appel au service médical pour Michael. Le jeune ingénieur fixe, l'œil livide, le mur avec les poings en sang. Il est nettoyé par Sara et envoyé dans l'unité psychiatrique. Une fois arrivé, Michael sort de son état perturbé, révélant ainsi sa simulation à Haywire, son ancien codétenu. Il lui demande de se souvenir du tatouage sur son dos parce qu'une partie a été brûlée et perdue. Le fou lui rétorque simplement : « Qui es-tu ? », abruti par les médicaments.

## Informations complémentaires

### Chronologie
- Cet épisode se déroule les 16, 17 et 18 mai.

### Divers
- Bellick est prompt à accepter l'histoire que Sucre lui sert pour justifier sa présence à l'extérieur de la prison, certes remarquable, mais il nous avait habitué à plus de professionnalisme.

### Culture
- Le titre original, J-Cat, est une expression américaine tirée de l'argot désignant un prisonnier ayant besoin d'un traitement psychiatrique.